# Viñuela (Ciudad Real)
Viñuela es una localidad española del municipio ciudadrealeño de Almodóvar del Campo, en la comunidad autónoma de Castilla-La Mancha.

## Historia
Hacia mediados del siglo XIX, la localidad era mencionada como una aldea del término de Almodóvar y tenía 40 casas. Aparece descrita en el decimosexto volumen del Diccionario geográfico-estadístico-histórico de España y sus posesiones de Ultramar de Pascual Madoz de la siguiente manera:

VIÑUELA: ald. en la prov. de Ciudad-Real (9 leg.), part. jud. y térm. de Almodóvar del Campo (3). sit. en el valle de su nombre. Tiene 40 casas miserables y sin formar calles; se surte de aguas potables en una fuente que nace al pie de una huerta llamada del Santísimo, poblada de álamos; á 1/4 leg. hay otra huerta llamada del Vicario, también con álamos y frutales, y en toda su tierra se cria abundante caza, en cuya profesion son muy diestros aquellos naturales. En los demás estremos con Almodóvar (V.).
(Madoz, 1850, p. 331)

En 2022, la entidad singular de población tenía una población censada de 89 habitantes y el núcleo de población de 88 habitantes.